# Тикал, Франтишек
Франтишек Тикал (чеш. František Tikal; 18 июля 1933, Вчелна — 10 августа 2008, Прага) — чехословацкий хоккеист, защитник. Бронзовый призёр Олимпийских игр 1964 года, 6-кратный призёр чемпионатов мира, чемпион Чехословакии 1953 года, член зала славы ИИХФ.

## Биография
Франтишек Тикал известен по выступлениям за пражскую «Спарту». В 1953 году стал чемпионом Чехословакии. Завершил карьеру в 1971 году, последние 3 сезона был играющим тренером в австрийском «Граце». После окончания карьеры тренировал пражский ЧЛТК и польский «Заглембе» Сосновец.
С 1954 по 1967 год выступал за сборную Чехословакии. В составе сборной становился бронзовым призёром Олимпийских игр 1964 года в Инсбруке, а также 6 раз завоёвывал медали чемпионатов мира (2 серебряные и 4 бронзовые награды).
Франтишек Тикал был признан лучшим защитником Олимпийских игр 1964 и чемпионата мира 1965 года.
В 2004 году был принят в Зал славы ИИХФ.
Умер 10 августа 2008 года после долгой болезни.
6 мая 2010 года включён в Зал славы чешского хоккея.

## Достижения

### Командные
Бронзовый призёр Олимпийских игр 1964
 Серебряный призёр чемпионатов мира 1965, 1966
 Бронзовый призёр чемпионатов мира 1957, 1959, 1963, 1964
 Чемпион Чехословакии 1953
 Серебряный призёр чемпионатов Чехословакии 1957, 1963, 1967
 Бронзовый призёр чемпионатов Чехословакии 1961, 1965

### Личные
- Лучший защитник Олимпийских игр 1964
- Лучший защитник чемпионатов мира 1964 и 1965

## Статистика
- Чемпионат Чехословакии — 327 игр, 82 шайбы
- Сборная Чехословакии — 140 игр, 30 шайб
- Всего за карьеру — 467 игр, 112 шайб